# Hermész-villa
A Hermész-villa egy palota Bécsi Hietzing kerületében, a Lainzi Vadasparkban, amely egykor a Habsburg-család vadászterülete volt. A palotát Ferenc József ajándékozta feleségének, Erzsébet királynénak; a császár „az álmok kastélyának” nevezte. A villa a nevét Hermész fehér márványszobráról kapta, amely a kertben áll. Ma a Hermész-villa a szép természeti környezet mellett a benne kiállított műalkotásokról is híres, a Bécsi Múzeum pedig kultúrtörténeti kiállításokat is rendez itt.

## Története

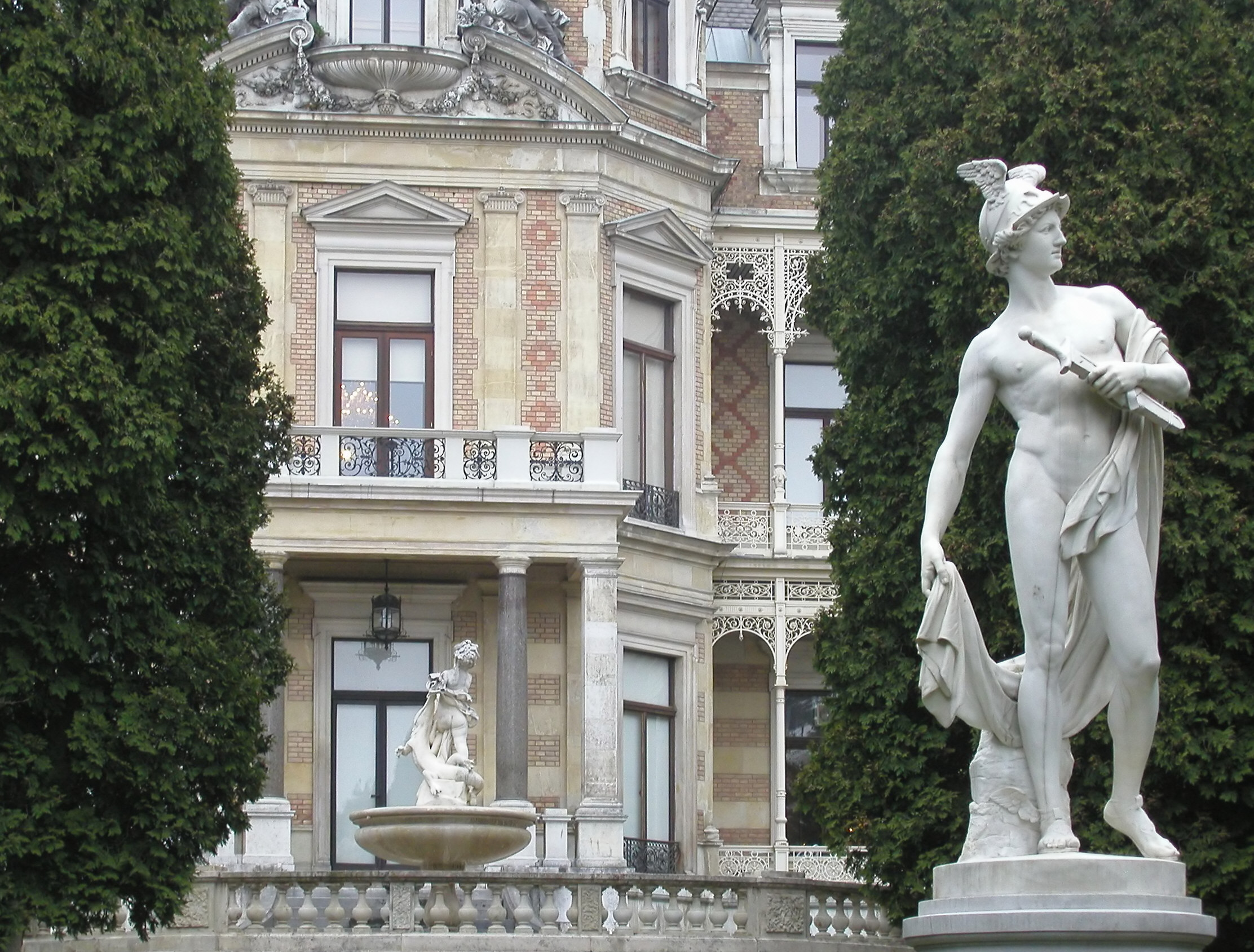
Hermész szobra

Ferenc József 1881 nyarán döntött a Hermész-villa, eredeti nevén Waldruh-villa építéséről, abban a reményben, hogy ezzel eléri, hogy sokat utazó felesége többet tarzkodjon Bécsben. Az épületet Karl Freiherr von Hasenauer tervezte, az építkezés 1882-től 1886-ig tartott. Az épület 1885-ben kapta a Hermész-villa nevet. A Hermés der Wächter („Őrködő Hermész”) szobor elkészítésével maga a császárné bízta meg Ernst Herter berlini szobrászt, és elrendelte, hogy a szobrot a villa kertjében helyezzék el. A Városfejlesztési Alap dokumentumai beszámolnak az ide szállított sterzingi és laasi márványról, valamint wöllersdorfi kőről, melyekből a főépület lépcsője épült. A környező épületekhez kemény mannersdorfi, lindabrunni, szentmargitbányai követ, valamint kaisersteint használtak.
1886-ban elkészült a villa és minden melléképülete, köztük istállók és lovaglásra alkalmas helyek a császárnénak. Az uralkodópár 1887-től egészen Erzsébet 1898-ban egy merénylet során bekövetkezett haláláig minden tavasszal eltöltött itt néhány napot vagy hetet.

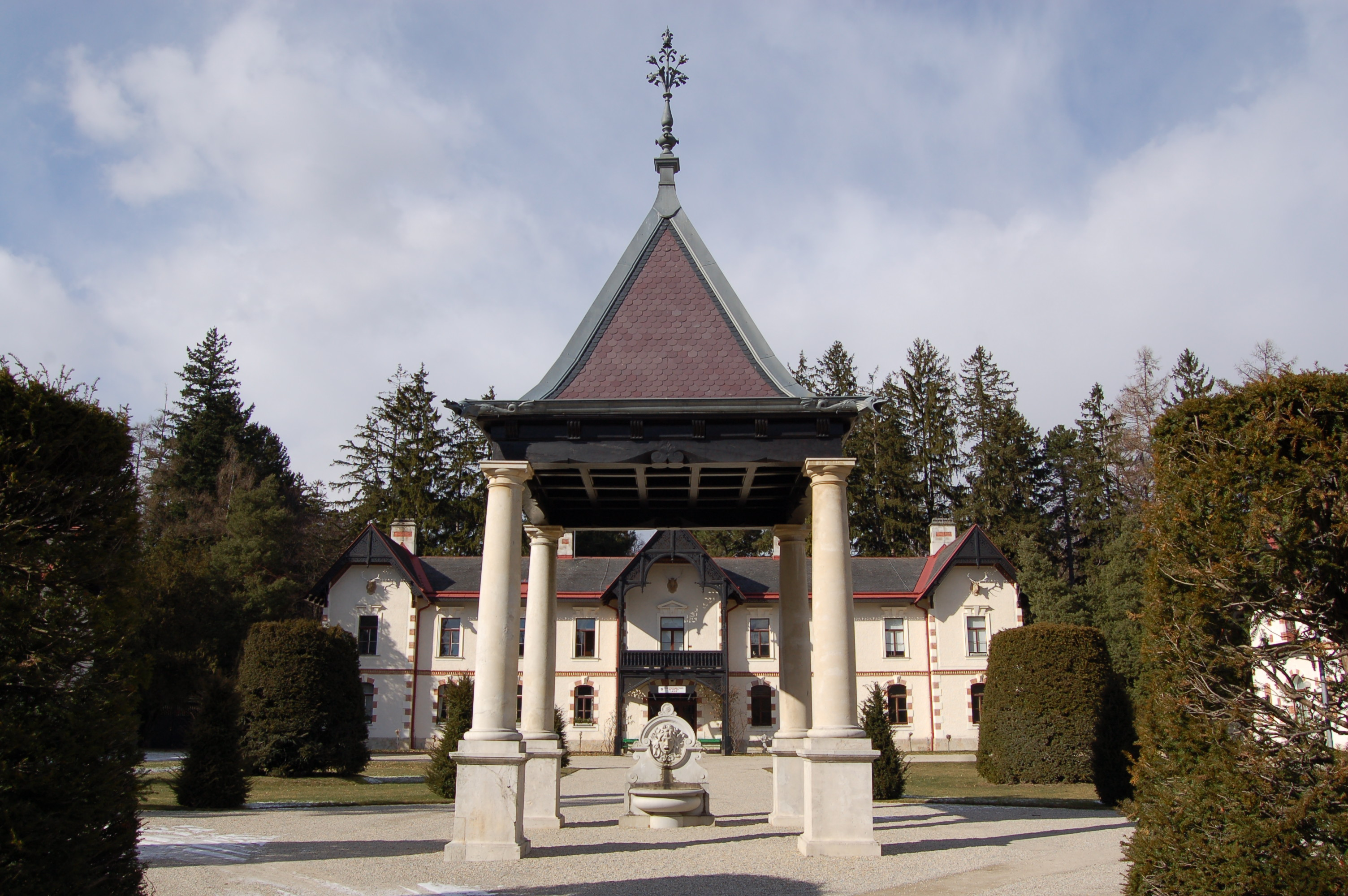
Szökőkút a villa udvarán

A kastélypark kialakításakor Ferenc József elrendelte, hogy gondosan egyenlítsék el a terepet, és tüntessenek el minden vakondtúrást, hogy felesége biztonságosan lovagolhasson. Egy közeli tavacskánál kerti kilátót építettek Erzsébetnek, de ez az épület már nem létezik. A villához vezető utca volt Bécs egyik első, közvilágítással rendelkező utcája, maga a villa pedig a város egyik első, telefonvonallal rendelkező épülete.
Az 1919–1927 között a villát Hatvany Lajos báró bérelte és lakta. A korabeli magyar irodalom számos képviselője vendégeskedett a házban, 1926 nyarán itt látta vendégül József Attilát is. 
1945 és 1955 közt, Bécsnek a második világháborút követő szovjet megszállása alatt a villát kifosztották az oroszok, és az épület éveken át rossz állapotban állt. 1963-ban azonban A lipicai mének csodája című Disney-film hatására a villa újra az érdeklődés előterébe került, és egy magánkezdeményezés hatására Ausztria úgy döntött, helyreállítja az épületet. A felújítás 1968-tól 1974-ig tartott. Az első kiállítás 1971-ben nyílt meg az épületben, Ausztria ezzel vett részt a Budapesten megrendezett Vadászati Világkiállítással kapcsolatos rendezvénysorozathoz. A Hermész-villa azóta a 2500 hektáron elterülő természetvédelmi terület ékkövének számít, és népszerű a turisták körében, akik érdeklődnek a Habsburgok világa, kultúrája, története, valamint az Erzsébet királyné körül kialakult mítosz iránt.

## Az épület belseje

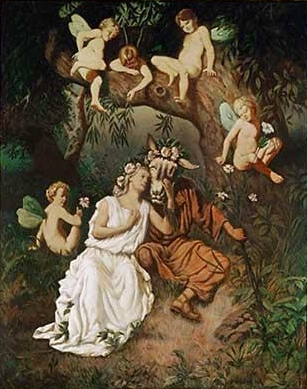
Az Erzsébet hálószobájában található falfestmények a Szentivánéji álomból ábrázolnak jeleneteket

Az épület belső dekorációjának fontos részét képezik a Hans Makart, Gustav Klimt és Victor Tilgner alkotta falfestmények. Az első emeleten a császárné magánlakrésze található. A külsejére nagy gondot fordító Erzsébet mindennapi edzéséhez berendezett teremben gerenda, korlát és gyűrűk is voltak, a falakat sport témájú, pompeii stílusú festmények – August Eisenmenger, Hugo Charlemont and Adolf Falkensteiner alkotásai – díszítették.
Az öltözőszoba mögött volt a hálószoba, melyben – más helyiségekkel ellentétben – számos berendezési tárgy megmaradt, köztük egy hatalmas, díszes barokk ágy Mária Terézia korából, amely az alsó-ausztriai Amstetten közelében lévő Strengbergből került ide. A hálószoba falfestményei Shakespeare Szentivánéji álom című művének jeleneteit ábrázolják, alkotójuk Hans Makart. A hálószobából csigalépcső vezet a földszintre és a kertbe. A szalonban található A tavasz című, helyreállított festmény, amely Franz Matsch, Gustav Klimt és Georg Klimt műve.
A palota előtt áll Ulrike Truger Elisabeth nevű szobra, melynek elkészítésével 1998-ban bízták meg a szobrászt. Az elkészült szobrot 2001-ben állították fel a vadasparkban, és 2006-ban került a Hermész-villa elé. A szobor fő témája a kötelesség, a menekülés és a szabadság, melyek Erzsébet érzéseit tükrözik. A szobor carrarai márványból készült, 2,5 méter magas, súlya 6,5 tonna. Truger szándékosan szembement a császárnéról kialakult agyonromanticizált képpel. A szobor minden oldalról más szögben mutatja be Erzsébetet, ezzel személyisége más-más aspektusait világítja meg; az egyik oldal a kötelességet képviseli, mellyel együtt járnak a császárnéi pozícióval járó elvárások és korlátok, a másik a menekülést jelképezi, a harmadik pedig a szabadságot, melyet szárnyakkal jelképez a művész.

## Az istállók
Az istállók, melyeket eredetileg Erzsébet lovainak építettek, az udvar bal oldalán találhatóak. Az eredeti berendezés, köztük a boxok a mai napig jelentős részben megmaradtak, köztük volt a rondeau, egy 20 méter átmérőjű, kör alakú karám, ahol rossz idő esetén futószáron futtatták a lovakat. Az 1950-es évektől 2005-ig az istállókat a Spanyol Lovasiskola használta a lipicai mének nyári istállójaként: a lovak nyaranta hét héten át itt pihenték ki magukat, lovasaik pedig gyakran kivitték őket a vadaspark erdőibe.

## Galéria

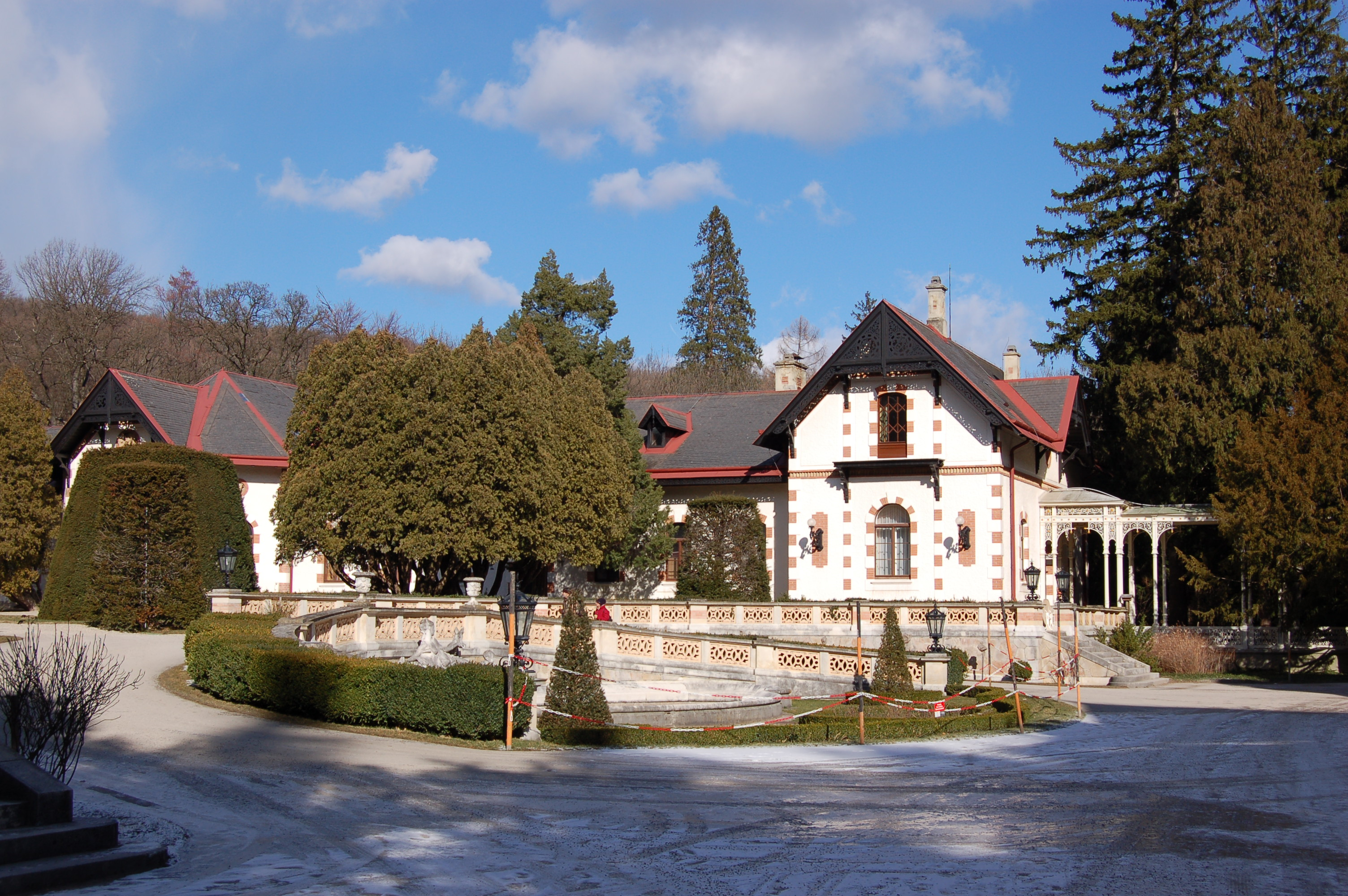
A Hermész-villa udvara
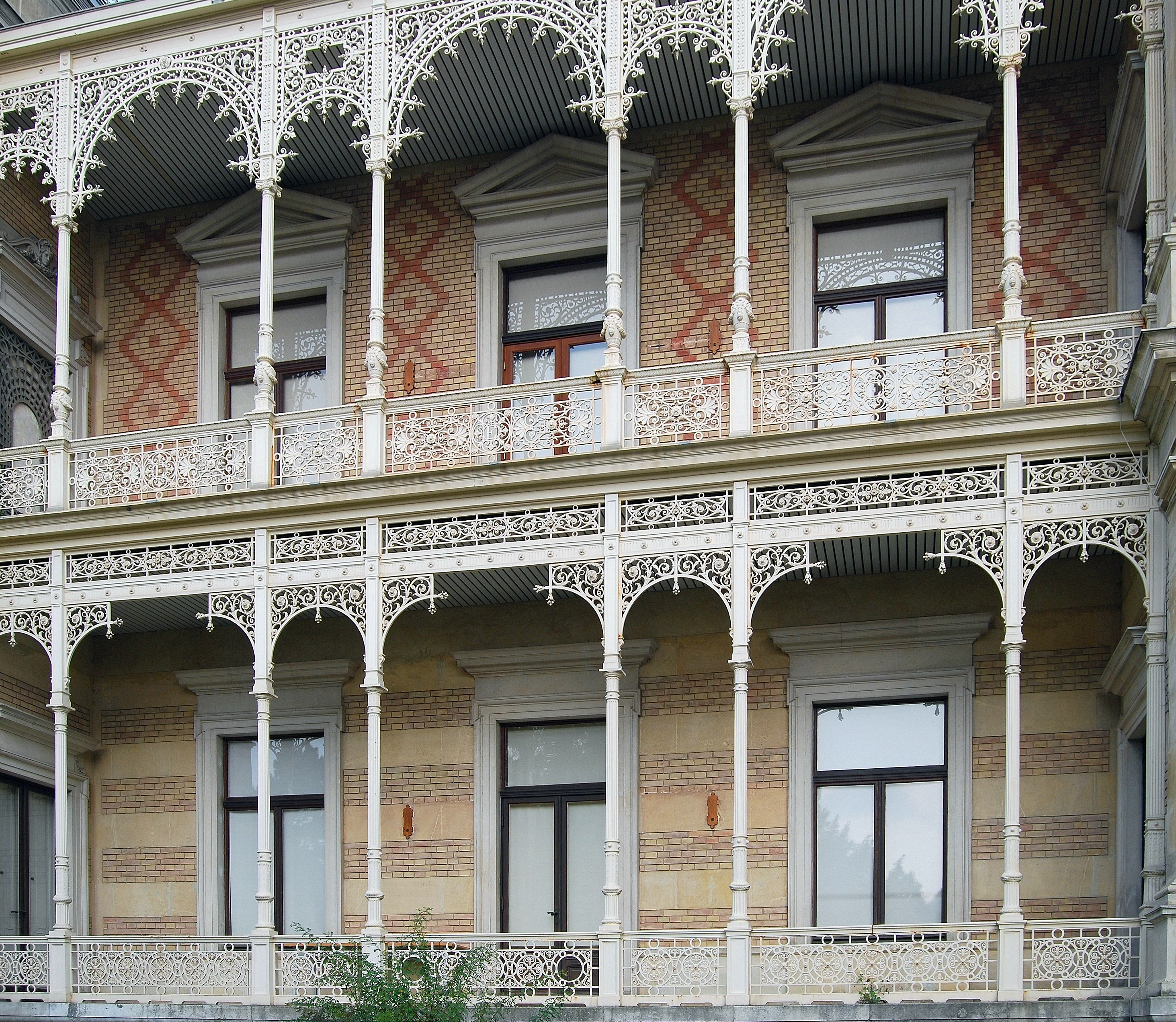
A Hermész-villa
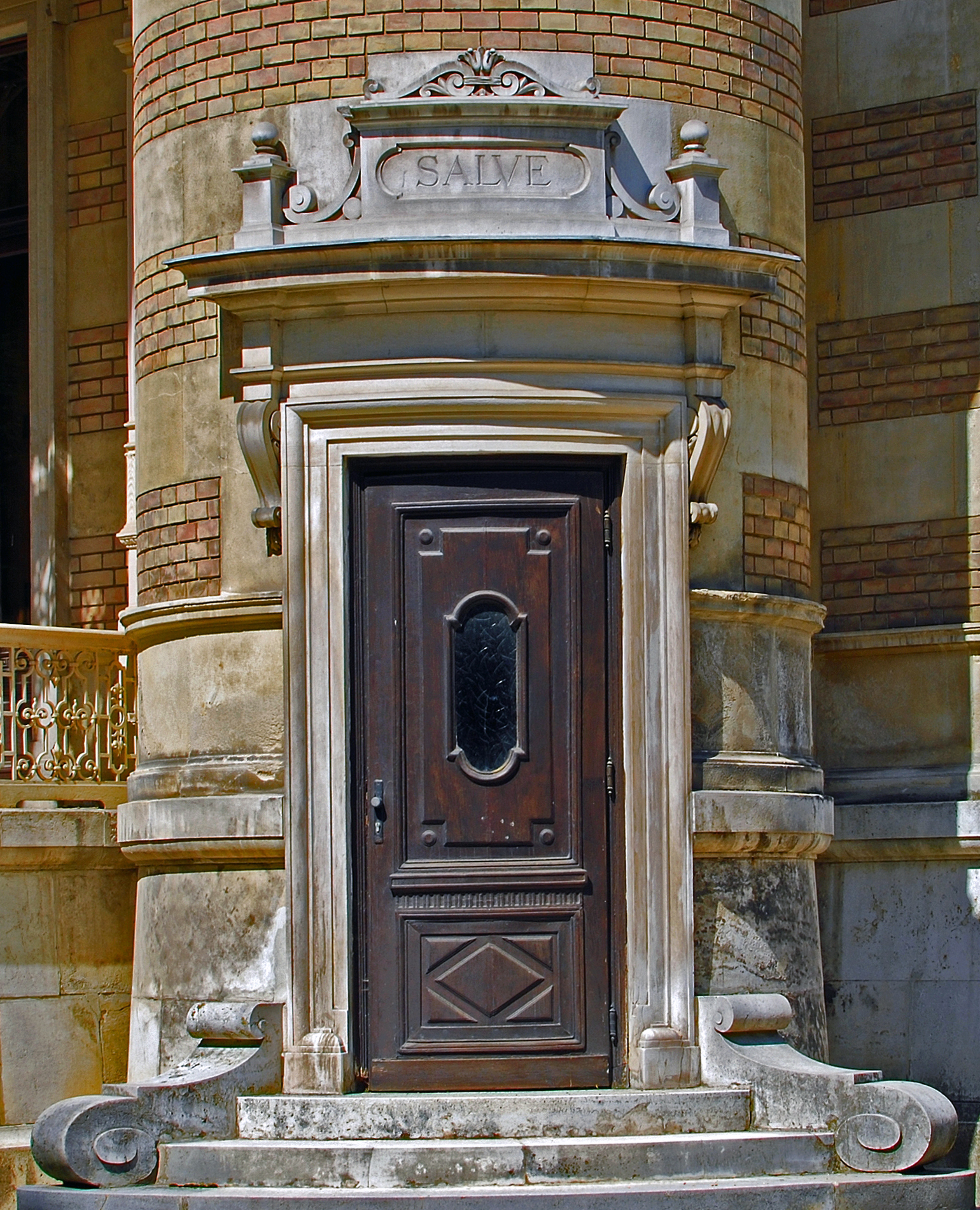
A Hermész-villa
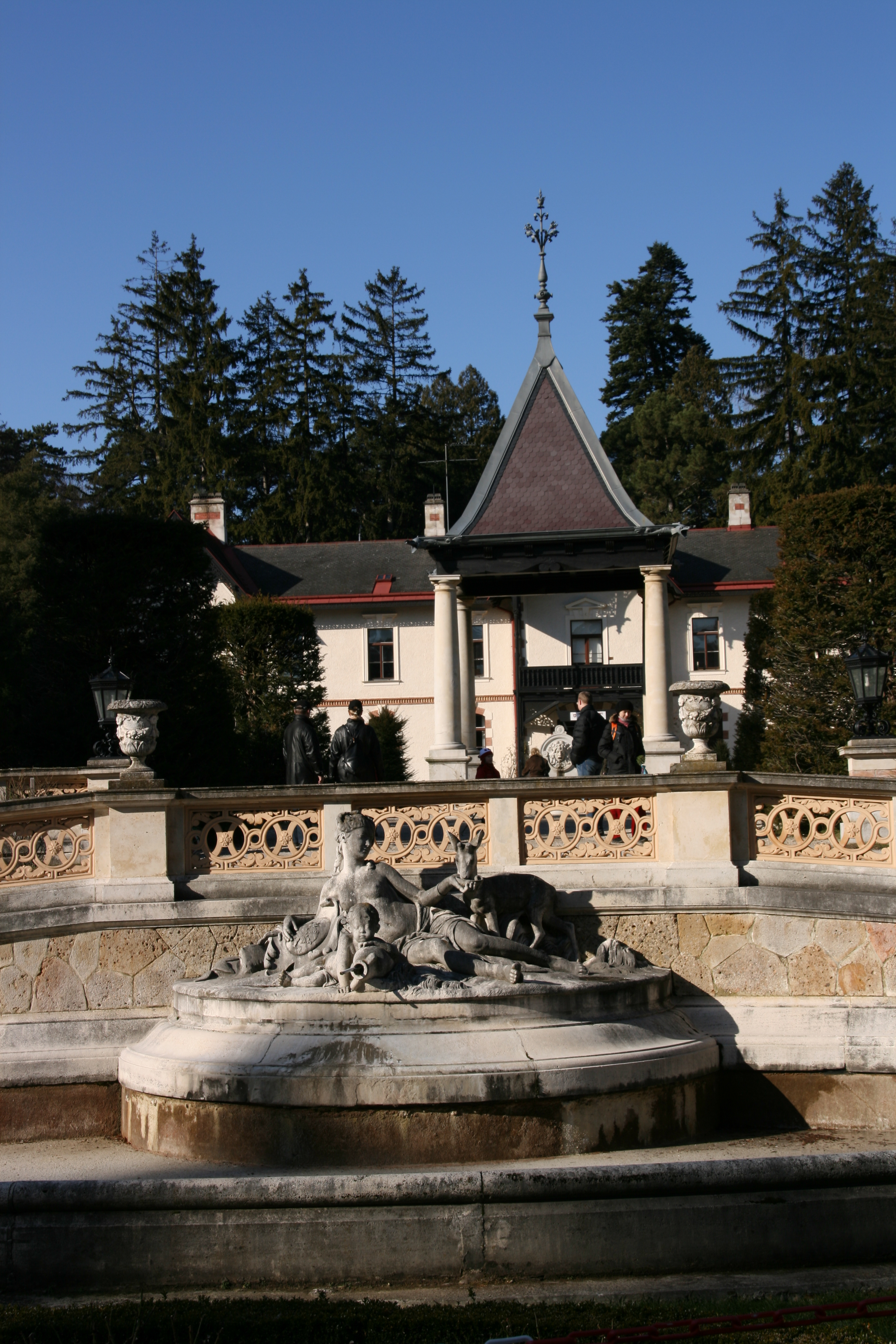
A Tilgner-szökőkút
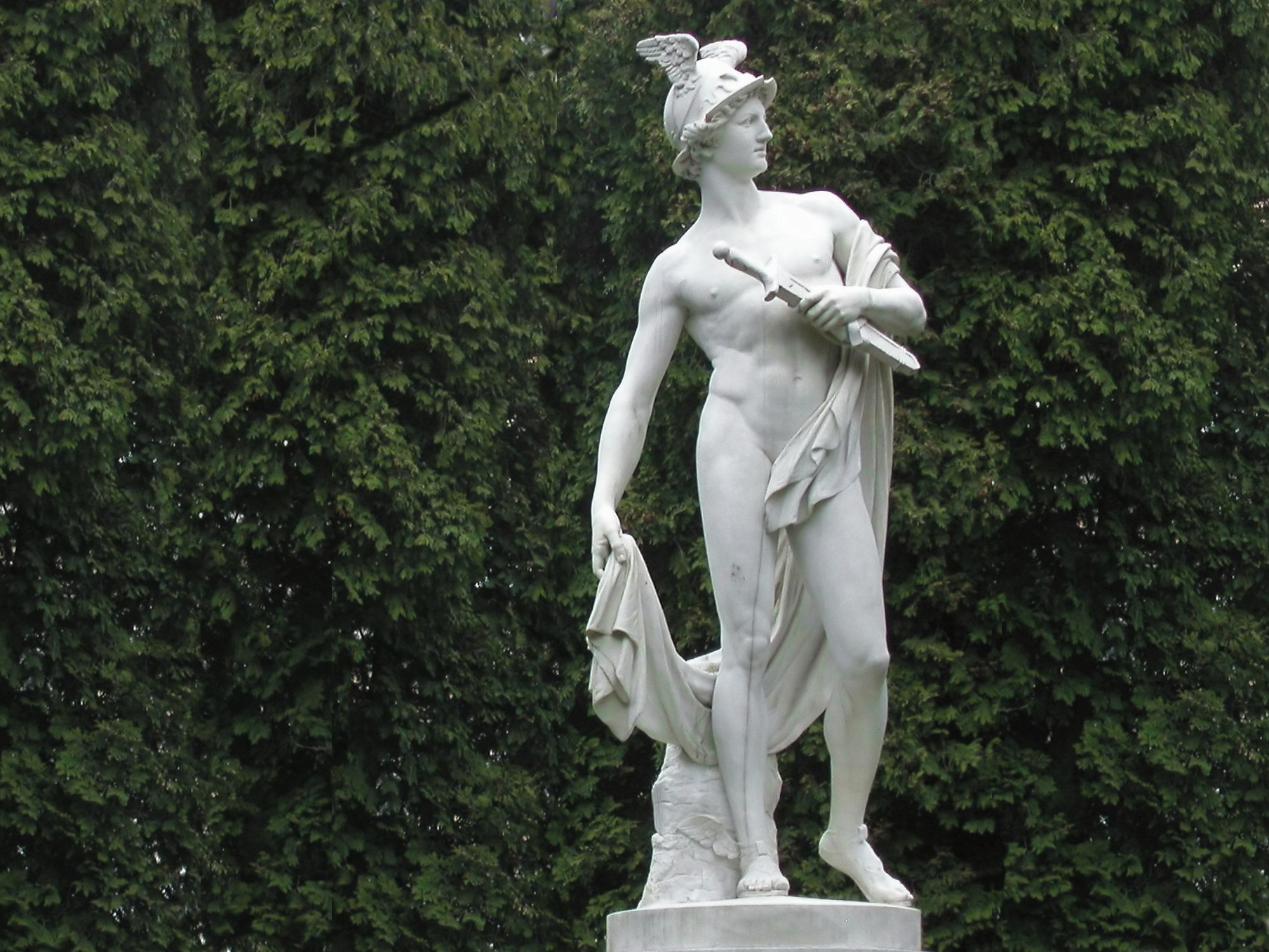
Szobor a Hermész-villában
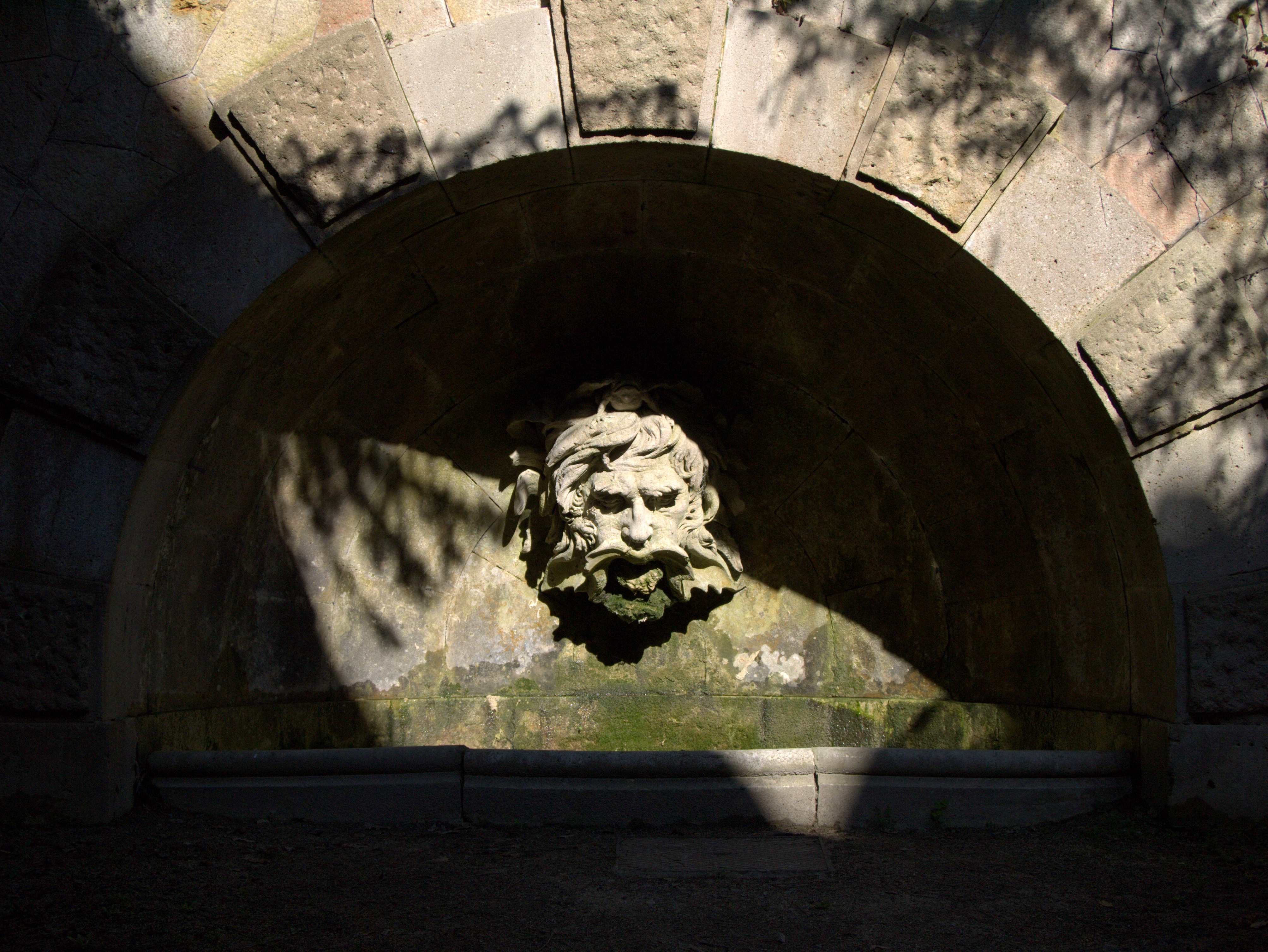
A hátsó szökőkút
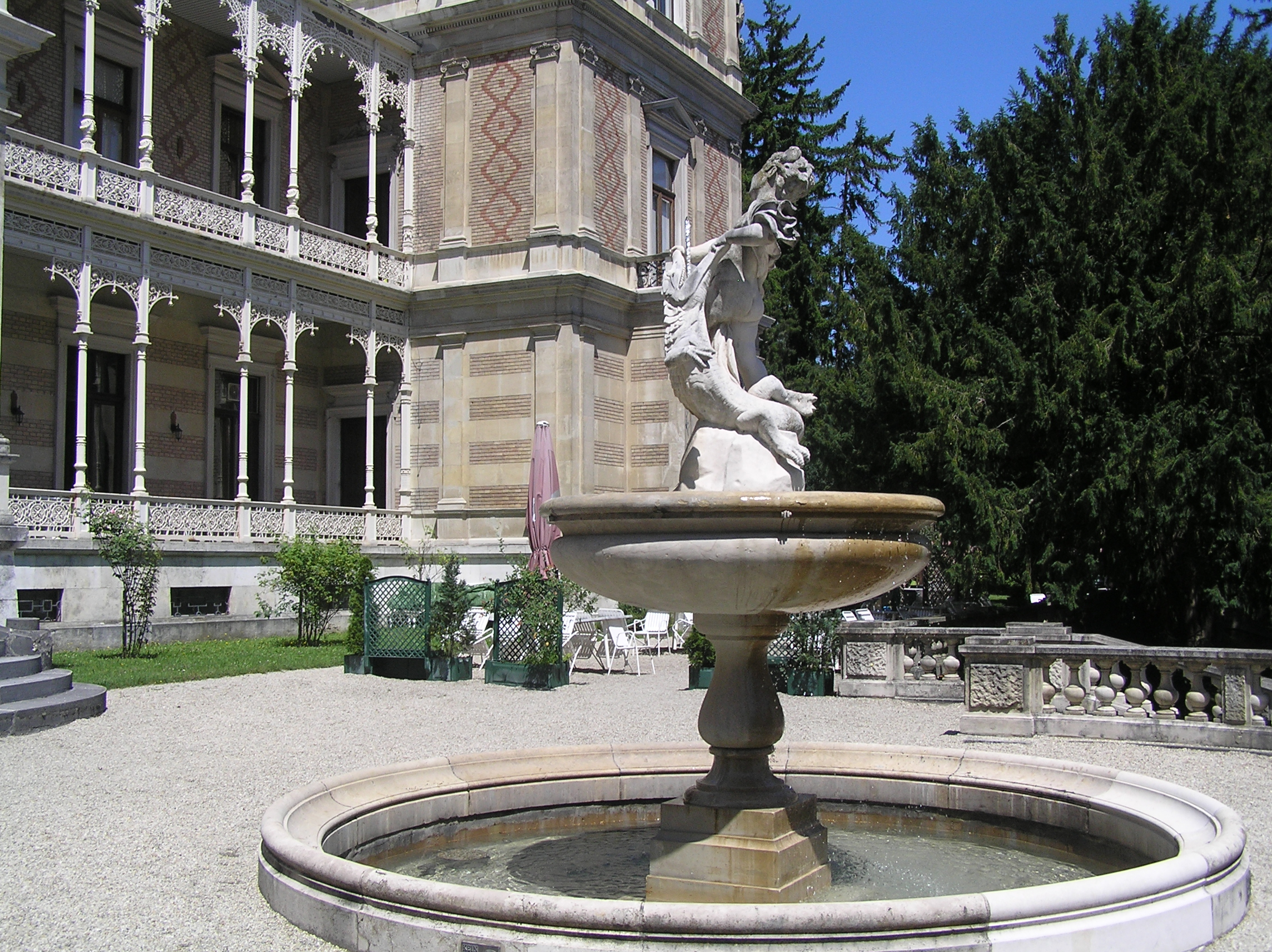
A Hermész-szökőkút
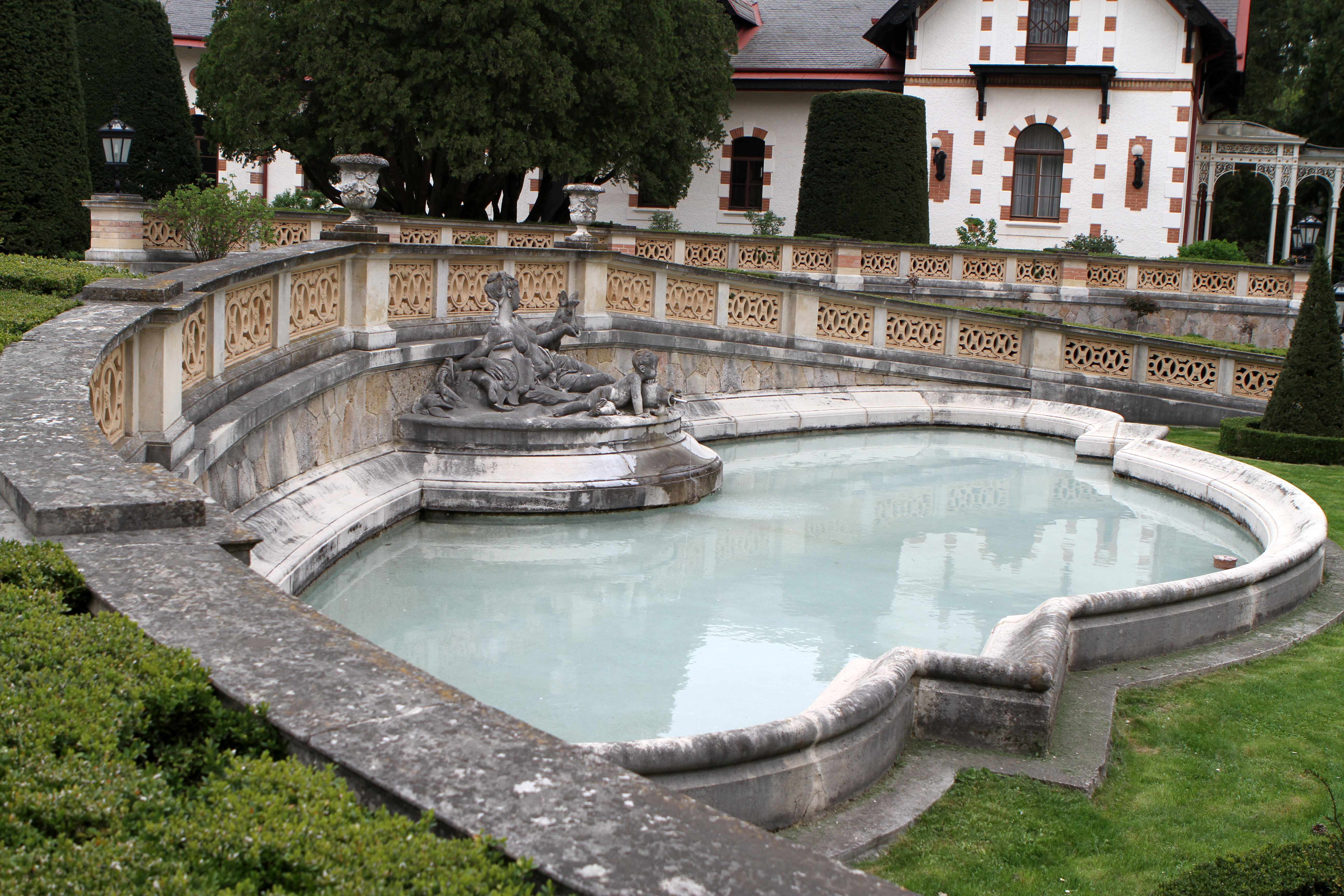
Az Artemisz-szökőkút

## Fordítás
- Ez a szócikk részben vagy egészben  a   Hermesvilla című angol Wikipédia-szócikk ezen változatának fordításán alapul.  Az eredeti cikk szerkesztőit annak laptörténete sorolja fel. Ez a jelzés csupán a megfogalmazás eredetét és a szerzői jogokat jelzi, nem szolgál a cikkben szereplő információk forrásmegjelöléseként.

## Külső hivatkozások
- Thomas Trenkler. (2005) Sisi in Vienna. On the traces of the Empress Elisabeth. Vienna: Ueberreuter publishing.  ISBN 3-8000-7115-0.